# Merostachys argentea
Merostachys argentea är en gräsart som beskrevs av Tatiana Sendulsky. Merostachys argentea ingår i släktet Merostachys och familjen gräs. Inga underarter finns listade i Catalogue of Life.